# 大山自然公園
大山自然公園(おおやましぜんこうえん)は、山形県西村山郡大江町にある自然公園。

## 概要
大江町の南西に位置し、大山(標高317ｍ)の山頂に整備された公園である。朝日連峰、月山、奥羽山脈といった山々を展望できる他、大江町の主要地区の左沢の街並みや、村山盆地の一部分を眼下に眺めることができる。園内はコナラを中心とした里山林が広がっており、コテージや遊具が整備された広場も存在する。展望台もある。
入園自体は無料だが、コテージなどの利用は有料となる。
園内にはヒメサユリが植えられており、5月下旬から6月中旬の見頃の時期には約6万本のヒメサユリが咲き誇る。大山自然公園ユリまつりもシーズンには開かれる。

## 設備
- コテージ(6棟)
  - ユニットバス・トイレ付き。食事は自炊で食材、調味料は各自持参。
- キャンプ場(サニタリーハウス付)
- 管理棟
  - 展望台、研修室など
- 芝生公園
- 遊歩道(約8km)

## アクセス
- JR・左沢線左沢駅より車で10分[3]

## その他
- 毎月第3火曜日は定休日となる。（祝祭日除く）
- 冬期間（12月1日-3月31日）の間は管理棟やキャンプ場の施設の営業が停止となり、休園となる。